# زاقي ربيعي
الزاقيُ الربيعيّ هو ضفدع جوقة صغير منتشر في جميع أنحاء شرق الولايات المتحدة الأمريكية وكندا.